# Ignacy Krukowiecki
Ignacy Krukowiecki herbu Pomian (ur. 19 kwietnia 1750, zm. 9 kwietnia 1827) – szambelan królewski.

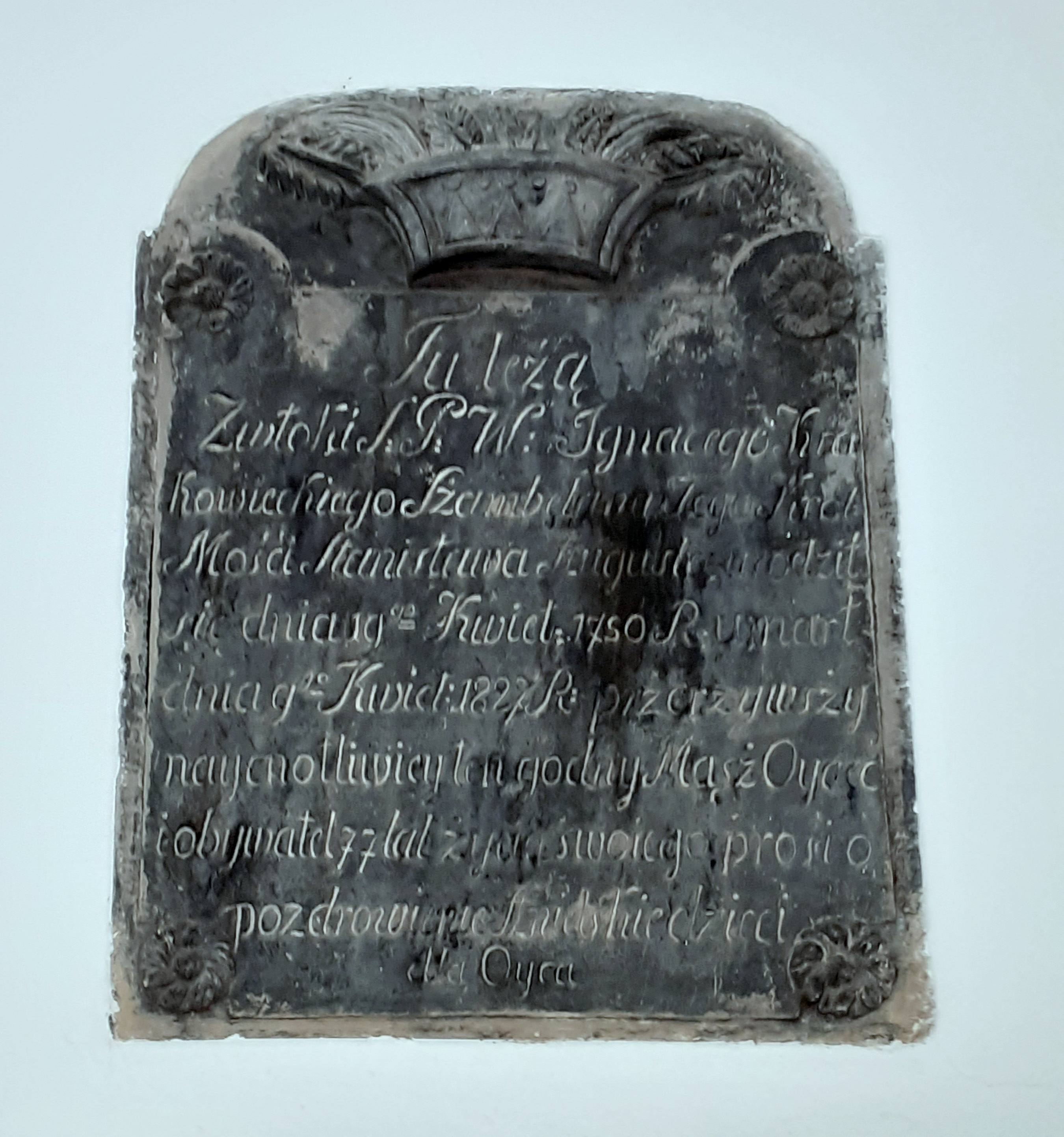
Epitafium Ignacego Krukowieckiego

## Życiorys
Wywodził się z rodziny Krukowieckich herbu Pomian. Był wnukiem Franciszka (dziedzic Łopuszki i Zagórza, zm. 1689), synem Józefa (tytułowany podczaszym nurskim, od 1743 właściciel części Wiszenki i Podlisek) z jego drugiego małżeństwa, zawartego w 1751 z Konstancją Złocką (zm. 1788) oraz bratankiem Wojciecha (cześnik bracławski, ojciec Piotra i dziadek Jana. Miał rodzeństwo: Adama Ferdynanda (konsyliarz apelacyjny galicyjski, właściciel Łączny i Kamyka, zm. 1808), Michała (właściciel Kustowiec na Wołyniu), Kajetana, Anielę (zm. 1825). Wraz z braćmi został wylegitymowany ze szlachectwa w 1782 w ziemstwie lwowskim i grodzie przemyskim.
Pełnił funkcję szambelana króla Stanisława Augusta Poniatowskiego.
Był żonaty z daleką krewną hr. Wiktorią Krukowiecką (córka Piotra Krukowieckiego tj. syna ww. Wojciecha). Miał dzieci: Leokadię (po mężu Dunajewska), Sylwerego (1796-1849), Feliksa Karola (1806-1891). Obaj synowie walczyli w powstaniu listopadowym
Został pochowany w Kalwarii Pacławskiej. Jego epitafium znajduje się w podcieniu tamtejszej bazyliki Znalezienia Krzyża Świętego.